# Bisdom Dunkeld

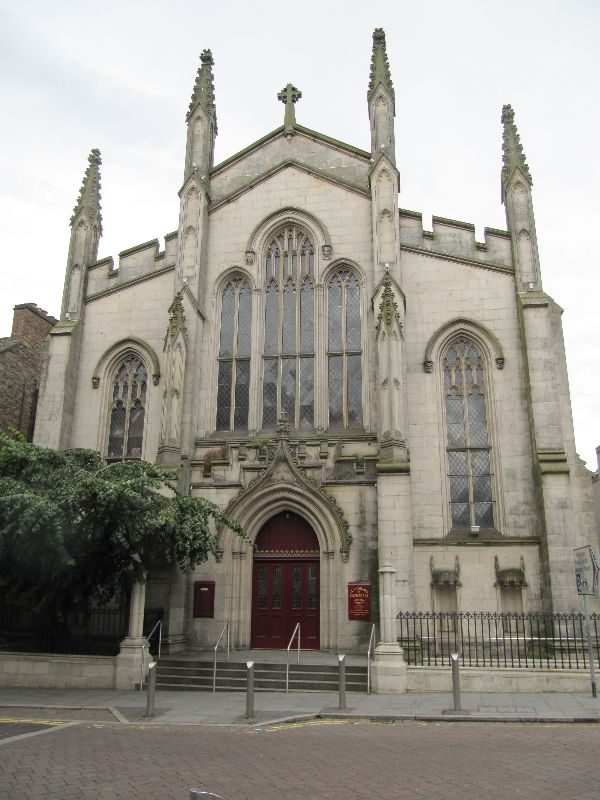
St Andrew’s Cathedral in Dundee

Het bisdom Dunkeld (Latijn: Dioecesis Dunkeldensis) is een rooms-katholiek bisdom met als zetel St Andrew’s Cathedral in Dundee in Schotland. Het bisdom is suffragaan aan het aartsbisdom Saint Andrews en Edinburgh en werd opgericht in 1878. 
In 2021 telde het bisdom 44 parochies. Het bisdom heeft een oppervlakte van 8.495 km2 en omvat de county's Angus en Clackmannanshire, alsook delen van Fife, Perth en Kinrossen. De grootste stad in het bisdom is Dundee en hier is ook de bisschoppelijke residentie. Het bisdom telde in 2021 333.101 inwoners waarvan 19% rooms-katholiek was. 

## Geschiedenis
Dunkeld had vermoedelijk al in de 9e eeuw een bisschop. De abt van de Abdij van Dunkeld werd toen tegelijk bisschop van Fortriu. Tussen 1220 en 1500 werd in Dunkeld een kathedraal gebouwd. In de 16e eeuw, na de reformatie, werd het bisdom afgeschaft. De kathedraal werd een ruïne. Paus Leo XIII richtte op 4 maart 1878 het bisdom weer op. Voor de zetel werd de grootste stad, Dundee, gekozen.

## Bisschoppen
Het eerste bisdom Dunkeld telde 35 bisschoppen. De bisschoppen sinds de heroprichting zijn:

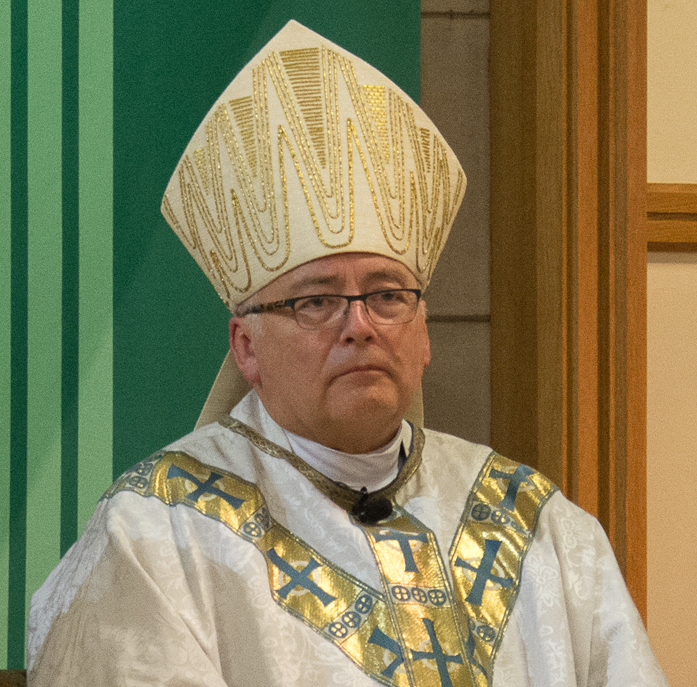
Stephen Robson

- George Rigg (1878-1887)
- James Augustine Smith (1890-1900)
- Angus MacFarlane (1901-1912)
- Robert Fraser (1913-1914)
- John Toner (1914-1949)
- James Donald Scanlan (1949-1955)
- William Andrew Hart (1955-1981)
- Vincent Paul Logan (1981-2012)
- Stephen Robson (2013-2022)
- Martin Chambers (2024-2024)
- vacant

- Stephen Robson